# Ichiji Otani
Ichiji Otani (31. august 1912 - 23. november 2007) var en japansk fodboldspiller.

## Japans fodboldlandshold
| Japans landshold | Japans landshold | Japans landshold |
| År               | Kmp              | Mål              |
| ---------------- | ---------------- | ---------------- |
| 1934             | 3                | 1                |
| Total            | 3                | 1                |